# Jacques Mouvet
Jacques Mouvet fue un deportista belga que compitió en bobsleigh en las modalidades doble y cuádruple.
Participó en los Juegos Olímpicos de Sankt Moritz 1948, obteniendo una medalla de plata en la prueba cuádruple. Ganó dos medallas en el Campeonato Mundial de Bobsleigh de 1947, plata en cuádruple y bronce en doble.

## Palmarés internacional
| Juegos Olímpicos   | Juegos Olímpicos          | Juegos Olímpicos  | Juegos Olímpicos |
| Año                | Lugar                     | Medalla           | Prueba           |
| ------------------ | ------------------------- | ----------------- | ---------------- |
| 1948               | Sankt Moritz 1948 (Suiza) | Medalla de plata  | Cuádruple        |
| Campeonato Mundial |                           |                   |                  |
| Año                | Lugar                     | Medalla           | Prueba           |
| 1947               | Sankt Moritz 1948 (Suiza) | Medalla de plata  | Cuádruple        |
| 1947               | Sankt Moritz 1948 (Suiza) | Medalla de bronce | Doble            |